# Puky Endre
Bizáki Puky Endre (András) László (Kassa, 1871. február 20. – Szovátafürdő, 1941. július 20.), író, politikus, a Gömbös-kormány külügyminisztere, Abaúj-Torna vármegye és Miskolc városának a főispánja, Abaúj-Tolna vármegye alispánja, és törvényhatóságának örökös tagja, magyar királyi titkos tanácsos, császári és királyi udvari tanácsos, a magyar érdemrend nagy-keresztjének, a kormányzói legfelsőbb teljes elismerést jelképező díszjelvénynek a tulajdonosa, a nemzetgyűlés, majd az országgyűlés képviselőházának az alelnöke, felsőházának a tagja, a magyar királyi közigazgatási bíróság elnöke.

## Életrajza

### Családja
A Pok nemzetségbeli ősrégi nemesi bizáki Puky családnak a sarja. Apja bizáki Puky Gyula (1840–1919), Debrecen város és Hajdú vármegye főispánja, anyja sipeki Balás Gizella (1943–1923) volt. Az apai nagyszülei bizáki Puky Pál (1811–1896), Pest megyei bíró, az 1848-as szabadságharcos nemzetőr-kapitány, földbirtokos, valamint tapolylucskai és kükemezei Bánó Krisztina (1820–1890) voltak. Az anyai nagyszülei sipeki Balás Ágoston (1803–1861), földbirtokos és lánczi Lánczy Zsófia (1811–1874) voltak. Három fivére született, Pál (1867-1945), Gyula Miklós (1869-1942) és László (1876-1929). 1929-ben a Magyar Királyi Belügyminisztérium 11.380/1929. számú határozata alapján Puky megkapta a nemességének az igazolását és hivatalosan törvényesen felvette a család bizáki ősi nemesi előnevét.

### Házassága és leszármazottjai
Puky Endre  1901. július 14-én Budapesten, feleségül vette lánczi Lánczy Gizella Mártát (Felsőlánc, 1880. március 7.–VIII. kerület, 1951. március 25.), akinek a szülei lánczi Lánczy József (1855–1882), földbirtokos és bizáki Puky Matild (1855–c. 1920) voltak. Az apai nagyszülei lánczi Lánczy Jakab (1807–1888), abaúji főjegyző, földbirtokos, és márkusfalvi Máriássy Szidonia (1820–1898) voltak. Az anyai nagyszülei bizáki Puky Márton (1823–1897), 1848-49-es honvéd főhadnagy, földbirtokos, és cseleji Kolossy Matild (1832–1904) voltak. Puky Endre és Lánczy Gizella frigyéből három fiúgyermek született: 
- Puky Péter András (Kassa, 1902. október 21.–Boston, USA, 1975. június 26.), MÁV üzletigazgató, MÁV műszaki tanácsos, főmérnök, gépészmérnök.[12] Neje: görgői és toporczi Görgey Ilona (Királyhida, 1908. május 17.).[13]
- dr. Puky Pál Gyula László (Kassa, 1904. augusztus 10.–Bécs, 1989. július 10.), sebész főorvos, egyetemi tanár, a Venezuelai Tudományos Akadémia tagja. Neje: nagybaráti Huszár Veronika (Budapest, 1910. április 24.).[14]
- dr. Puky Ferenc Márton József (Kassa, 1909. december 3.–Budapest, 1980. november 5.), budapesti iparkamarai titkár. Neje: tomcsányi Tomcsányi Klára (Budapest, 1912. december 31.)[15][16]

### Élete
1906-tól Abaúj-Torna vármegye alispánja, 1922-től Abaúj-Torna vármegye és Miskolc város főispánja volt. 1920-tól Borsod, Gömör és Kis-Hont vármegyék törvényhatósági kormánybiztosaként,1924-től 1933-ig kormánypárti programmal képviselőkánt, 1926-tól képviselőházi elnökként dolgozott. 1932-től 1933-ig a  Gömbös-kormány külügyminiszterének nevezték ki, azután a Közigazgatási Bíróság elnöke és felsőházi tag lett. A Magyar Képzőművészeti Egyetem választmányi tagja (1927), később társelnöke (1933) lett.  Puky  cserkészvezetőkánt is tevékenykedett, és Magyar Turista Szövetség elnöke is volt 1930 és 1931 között. Közigazgatási és politikai tanulmányait számos hazai és külföldi (főként amerikai és olasz) újság megjelentette. Puky 1937-ben írt egy könyvet Hatvan év muzsikája: zenei élettörténetem címmel.

### Halála
Puky Endre 1941. július 20-án halt meg Szovátafürdőn, temetésére négy nappal később (július 24.) került sor a Farkasréti temetőben.
Temetésén Ravasz László püspök hirdette az igét a Jelenések könyve 14,13 verse alapján. Az igehirdetés megtalálható Ravasz László: Korbán I. Franklin Társulat Budapest, 1942. 443-445. lapján. A gyászjelentésben a családja a következőket jegyezte (szöveghűen közölve):

„Özv. bizáki Puky Endréné szül. lánczi Lánczy Gizella és fiai Péter, Pál és Ferenc mérhetetlen fájdalommal, de beletörődve az Ur megmásíthatatlan végzésébe jelentik, hogy a mélyen szerető férj, apa, nagyapa, testvér és rokon, az egész család lelkes és minden áldozatra kész összetartója
dr. bizáki Puky Endre
m. kir. titkos tanácsos, cs. és kir. udvari tanácsos, a magyar érdemrend nagykeresztjének, a kormányzói legfelsőbb teljes elismerést jelképező díszjelvénynek, több bel- és külföldi érdemrendnek tulajdonosa, a nemzetgyűlés, majd országgyűlés képviselőházának v. alelnöke, felsőházának v. tagja, a magyar királyi közigazgatási bíróság nyugalmazott elnöke, v. külügyminiszter, Abauj-Torna vármegye és Miskolc th. j. f. város v. főispánja, Abauj-Torna vármegye v. alispánja és törvényhatósági bizottságának örökös tagja, a Magyar-Olasz Bank miskolci fiókjának v. elnöke, a ref. zsinat és az egyetemes konvent tagja, a budai ref. egyház v. főgondnoka stb, stb.
1941. julius hó 20-án, életének 71. és igen boldog házasságának 42. évében, Szováta-fürdőn váratlanul elhunyt és jóságos lelkét visszaadta Teremtőjének. 
Drága halottunk földi maradványait Budapestre szállítjuk és f. hó 24-én, csütörtökön d. u. 4 órakor a farkasréti temető halottasházából a református egyház szertartása szerint helyezzük örök nyugalomra, a Budapest Székesfőváros által adományozott díszsírhelyen. 
Budapest, 1941. julius 21.
Gyászolók: család, rokonok”

– Gyászjelentés, 1941. július 21.

## Művei
- Hatvan év muzsikája. Zenei élettörténetem; May Ny., Bp., 1937
- Puky Gyula életrajza 1840–1919; Jakab Ny., Bp., 1940
- Apám, Puky Gyula, 1840–1919; szerzői, Bp., 2006